# Plante en coussin

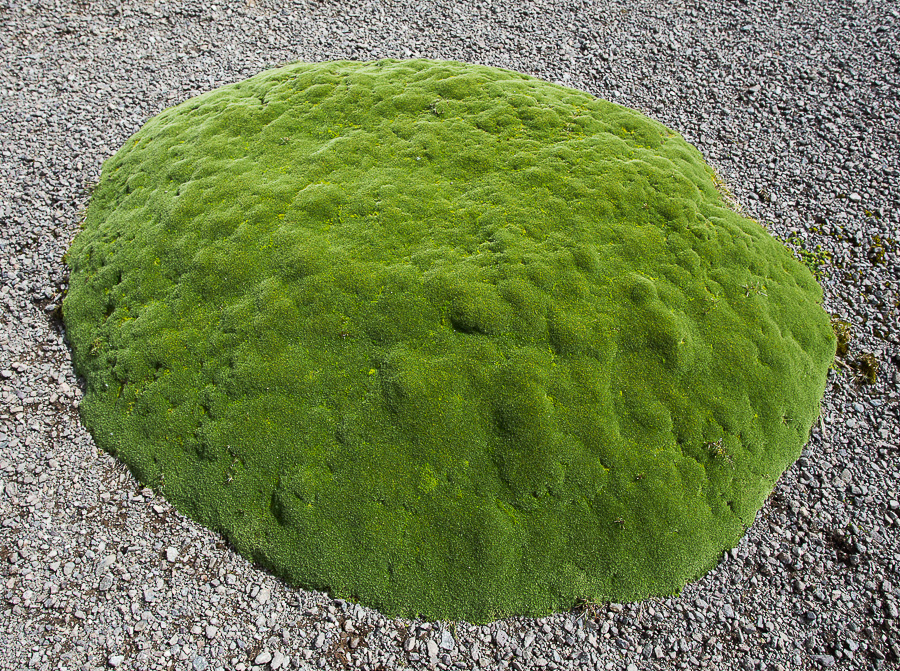
Azorella macquariensis (Île Macquarie, Australie).

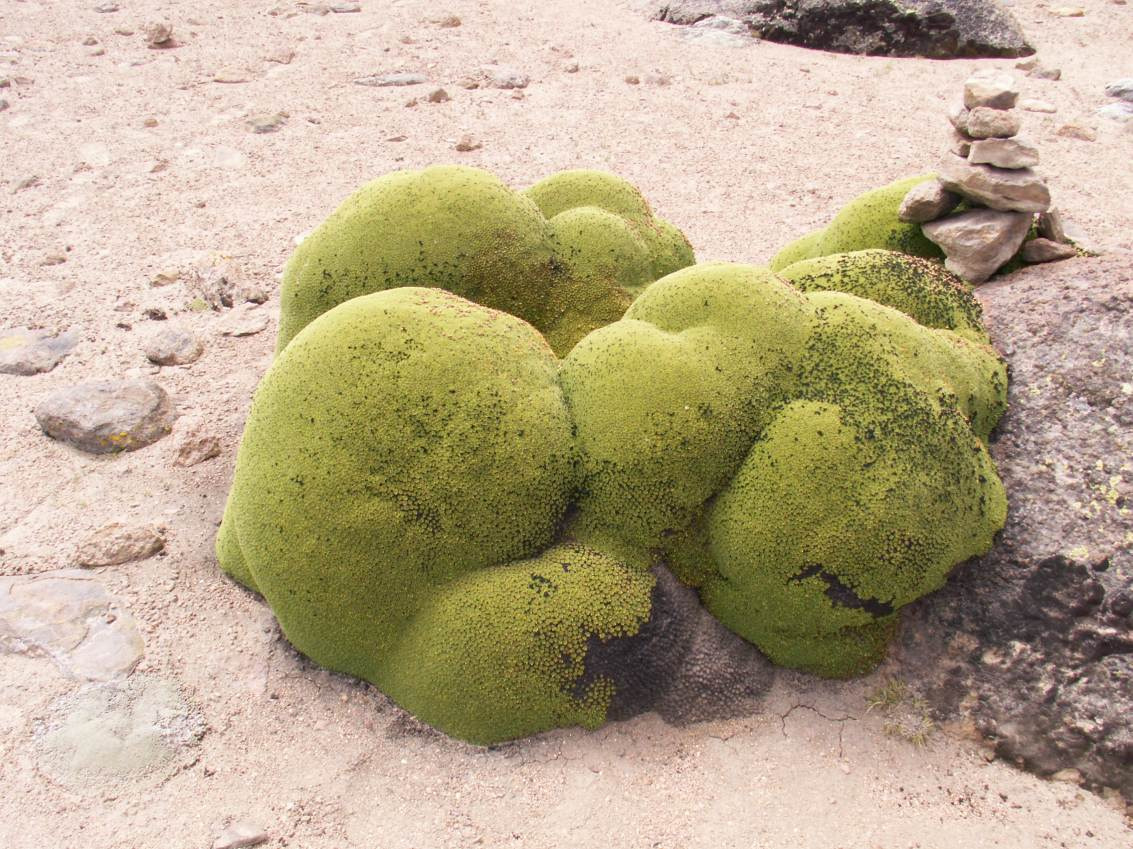
Azorella compacta (Arequipa, Pérou).

Une plante en coussin, ou plante en coussinet, est une plante au port compact, à faible croissance, formant une masse en « coussin » hémisphérique plus ou moins bombé ou en tapis étalé sur le sol, qui se rencontre dans des environnements marqués par le vent et la sécheresse, qu'il s'agisse de sécheresse réelle, dans les climats arides des zones désertiques ou semi-désertiques, ou de sécheresse physiologique induite par le manque d'eau, dû notamment au gel ou au vent, dans les zones alpines ou arctiques. Il s'agit le plus souvent de plantes vivaces, ligneuses ou herbacées, aux feuilles persistantes de petite taille, et dotées d'un système racinaire allorhize comprenant à la fois une racine pivotante relativement grande et profonde et de nombreuses racines adventives fines et courtes. Ces plantes ont une  physiologie adaptée pour ralentir la croissance dans un environnement pauvre en nutriments, et un cycle de reproduction adapté et retardé. Ce port de plante est un exemple d'évolution parallèle ou convergente, de nombreuses espèces de familles de plantes de différents continents convergeant vers les mêmes adaptations évolutives pour résister à des conditions environnementales difficiles.

## Description

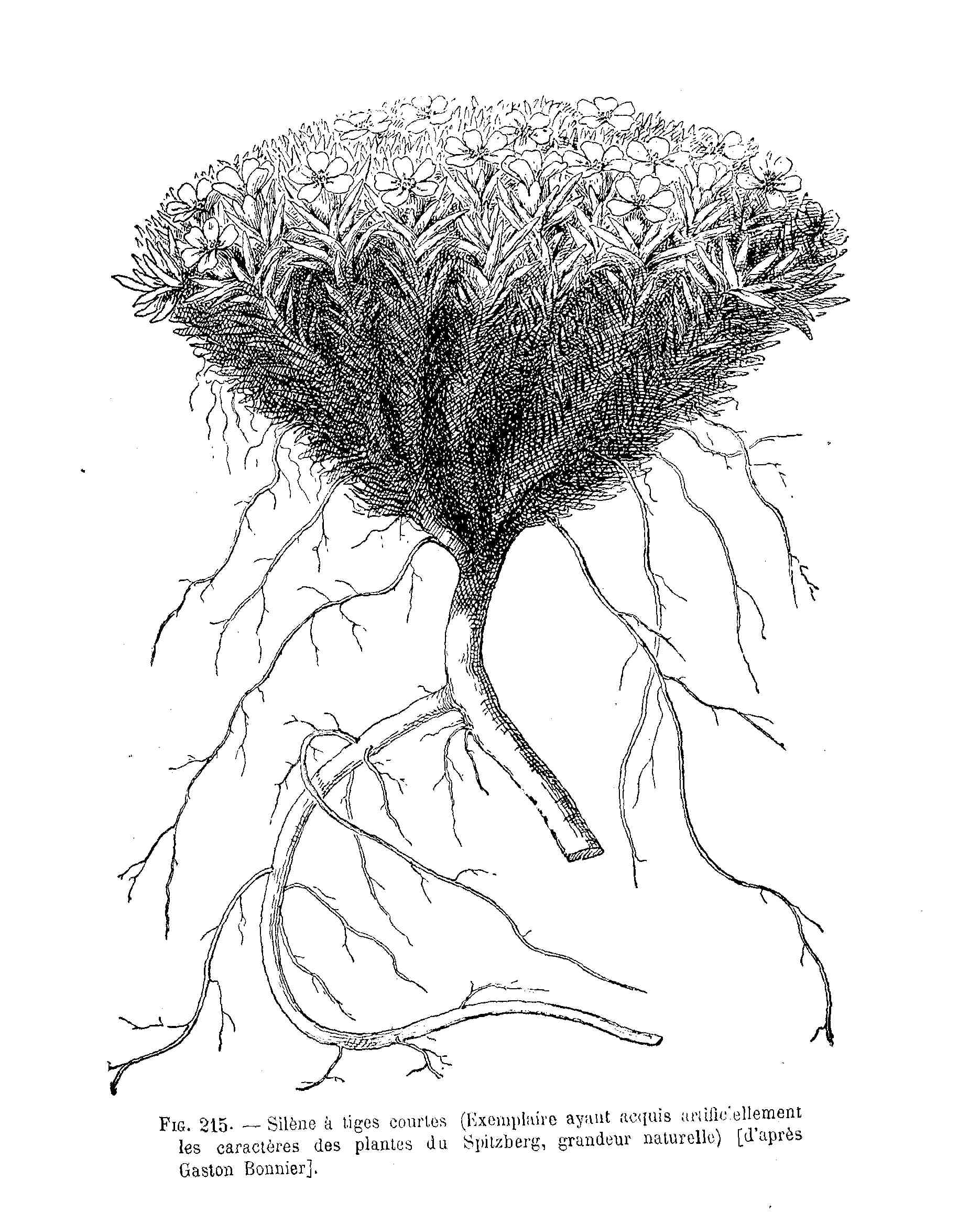
Silene acaulis, illustration botanique (Gaston Bonnier, 1907).

Les plantes en coussins forment de grands tapis à croissance faible pouvant atteindre  3 mètres de diamètre. La forme typique est une masse  hémisphérique ou subhémisphérique, plus ou moins  compacte, de tiges très ramifiées et très rapprochées, à entrenœuds courts, à dominance apicale minimale, qui se terminent en  rosettes individuelles. Chaque tige grandit au même rythme, de sorte qu'aucune rosette n'est plus exposée que les autres à la surface du coussin. Certains auteurs excluent les formes aplaties en « tapis ».
Les feuilles sont petites et appliquées sur les tiges, ce qui permet aux pousses d'être très étroitement compactées.
Des observations sur la sénescence ont conclu que la mort des coussins se produit généralement « en masse », plutôt que par la mort de rosettes individuelles à des moments différents. Sous les rosettes vivantes, les plantes produisent généralement un matériau non photosynthétique ou accumulent les feuilles précédentes, mortes, créant ainsi un effet isolant,.
Dans la classification des types biologiques de Raunkier, les plantes en coussin sont des chamaephytes, en transition vers les hémicryptophytes,.

## Biologie
Les plantes en coussins poussent très lentement. Dans le cas de Silene acaulis , les taux de croissance ont été estimés entre 0,06 et 1,82 cm  par an. Cette croissance entravée correspond à une grande longévité, les plus grands coussins de certaines espèces pouvant atteindre l’âge de 350 ans,.  Une étude sur  Azorella compacta  dans le sud du Pérou a déterminé que, sur la base d'un taux de croissance de 1,4 mm par an, les plantes individuelles dans la zone d'étude étaient âgées de plus de 850 ans, certains spécimens approchant les 3000 ans.

## Typologie

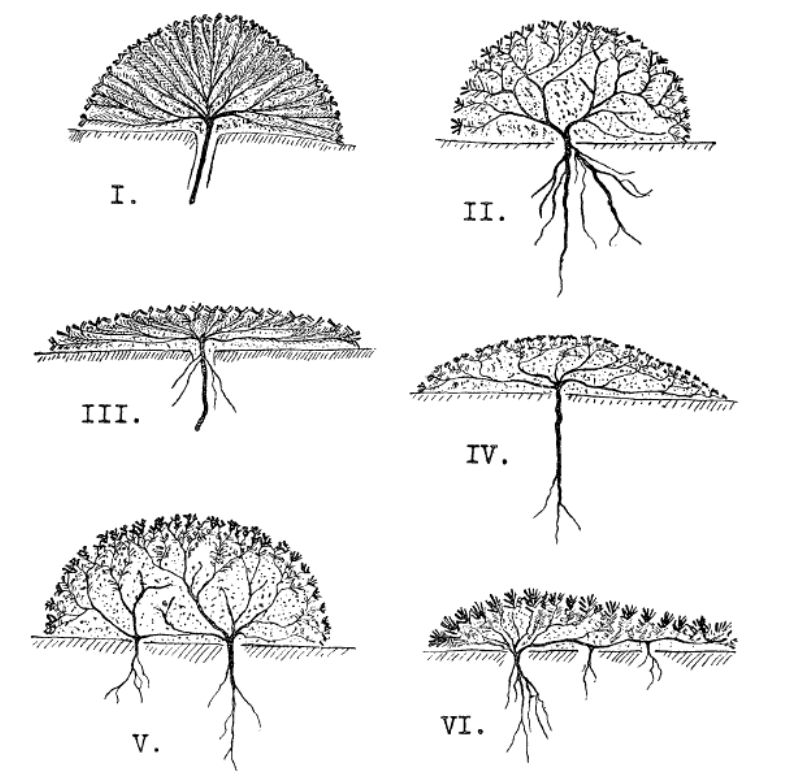
Coupe verticale schématique des types de plantes en coussin (selon H. Hauri - 1913).

Selon une classification proposée en 1913 par un auteur allemand (H. Hauri), on peut distinguer deux classes de plantes en coussin typiques selon qu'elles présentent une racine unique, de sorte que la plante constitue une unité morphologique et physiologique, ou plusieurs racines émises par les branches les plus basses de sorte que le « coussin » peut se séparer facilement en plusieurs plantes. Chaque classe est ensuite subdivisée selon la forme générale du coussin et le mode de ramification. On distingue ainsi dans la première classe six types de plantes en coussin :
- Type I : racine pivotante unique, forme plus ou moins hémisphérique, ramifications radiales - exemples : Androsace helvetica, Saxifraga caesia.
- Type II : comme le type I, mais ramification irrégulières, étalées dès le début - exemples : Eritrichium nanum, Alsine sedoides, Saxifraga sp.
- Types III : identique au type I, mais avec un sommet plus ou moins aplati - exemple : Silene acaulis à l'état jeune.
- Types IV : identique au type II, mais avec un sommet plus ou moins aplati - exemple : Silene acaulis plus âgée.
- Type V : plusieurs systèmes racinaires, ramifications irrégulières mais conniventes et donnant ainsi une forme hémisphérique - exemple : Androsace alpina.
- Types VI : Comme le type V, mais les ramifications sont étalées et la forme aplatie - exemple : Carex firma.

## Diversité
Le port en coussin est un type biologique qui n'est pas spécifique d'une région géographique, ni d'une famille végétale. Ces plantes se rencontrent dans des régions très diverses allant de la Tasmanie, la Nouvelle-Zélande et la Terre de Feu jusqu'à la toundra arctique de Svalbard. 
On estime à 1 309 le nombre d'espèces de plantes formant des coussins, réparties dans 272 genres et 63 familles d'Angiospermes.
Toutes ces plantes ont évolué de manière convergente vers la même forme biologique en réponse à des conditions environnementales similaires.
Les familles des Caryophyllaceae, Fabaceae, Asteraceae et Saxifragaceae, se démarquent comme celles qui contiennent le plus grand nombre d'espèces de plantes en coussin, avec respectivement 165, 146, 126 et 123 espèces.

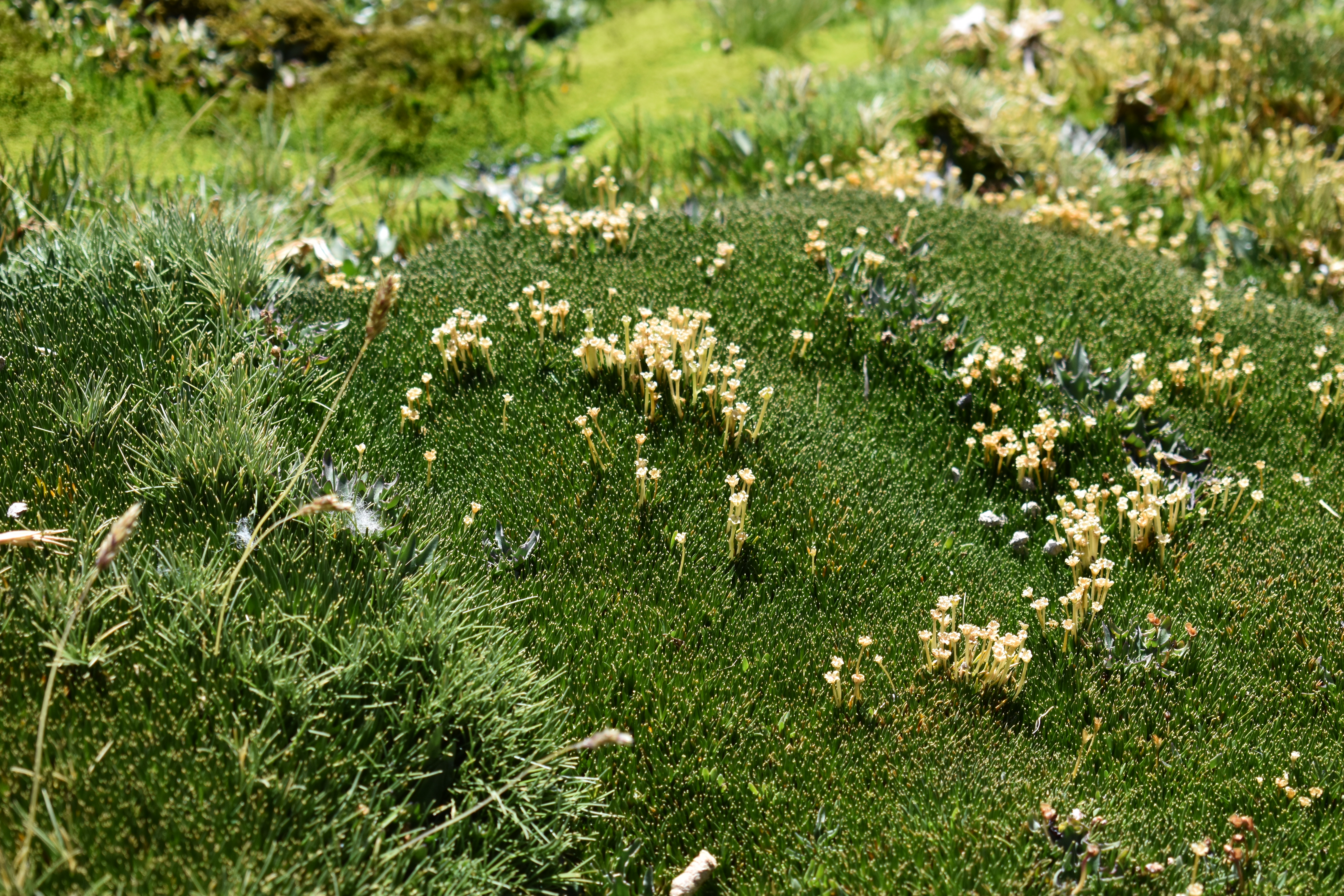
Colobanthus quitensis (Río Putaendo, Chili).
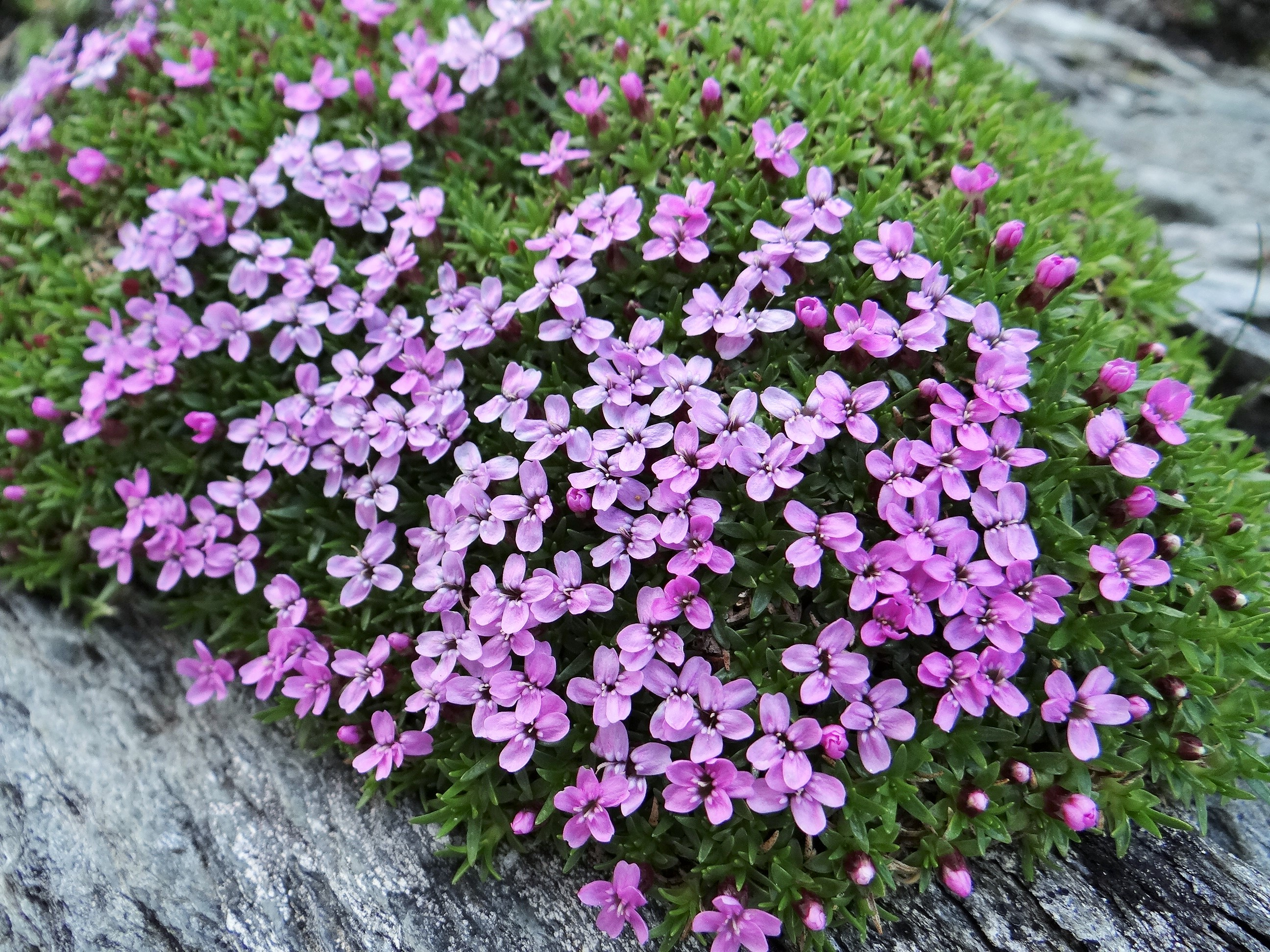
Silene acaulis (Vanoise, France).
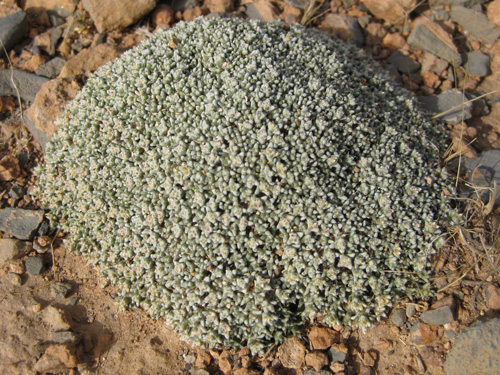
Anabasis aretioides (Kénitra, Maroc).
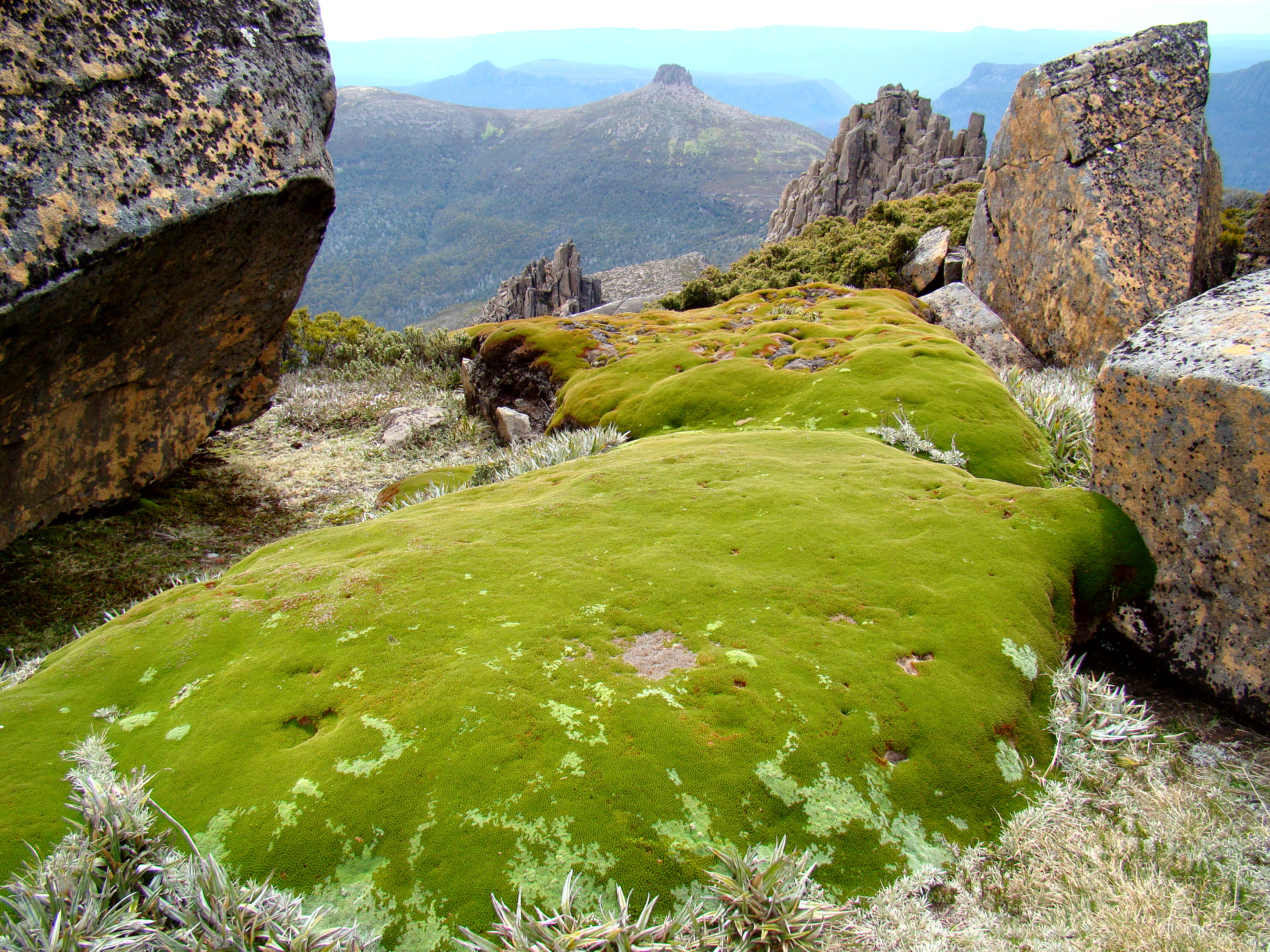
Donatia novae-zelandiae (Tasmanie, Australie).
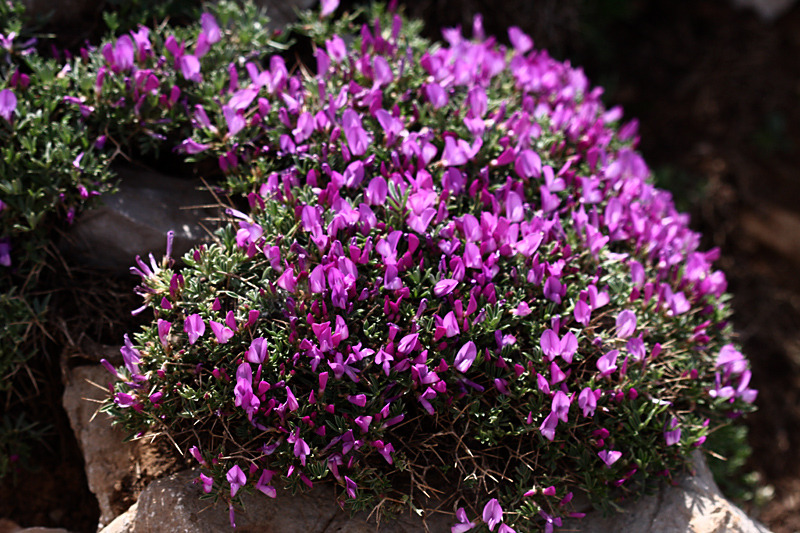
Onobrychis cornuta (Israël).
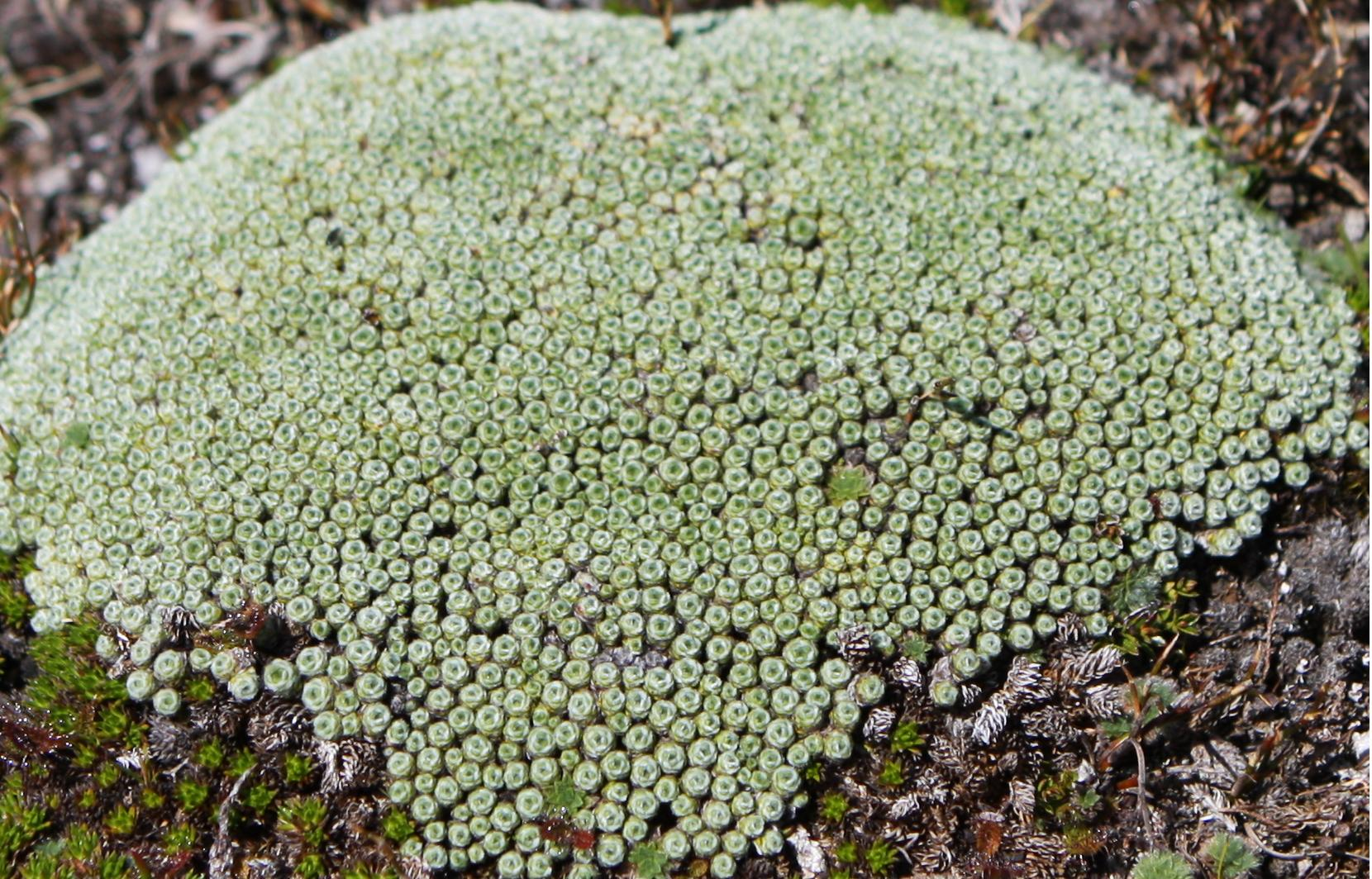
Pterygopappus lawrencei (Tasmanie, Australie).

## Distribution
En nombre d'espèces, les plantes en coussin sont les plus abondantes en Asie tempérée (37,1 %), suivie de l'Amérique du Sud (26,7 %), de l'Europe (14,3 %), de l'Australasie (10,4 %) et de l'Asie tropicale (9,3 %). L'Amérique du Nord (6,6 %), l'Afrique (4,3) et l'Antarctique (1,1) se partagent 12 % des espèces de plantes en coussins,.
Au niveau régional, la Nouvelle-Guinée, la Nouvelle-Zélande, les Andes et la Patagonie, l'Himalaya, les monts Hengduan (Chine), les Alpes européennes et les Pyrénées présentent la plus forte concentration d'espèces de plantes en coussin.
Le plateau tibétain (Qinghai-Xizang), qui abrite 15 genres et 8 familles, constitue un centre de diversification pour les plantes en coussin.